# Камбоцола
Камбоцола (також Камбозола) — сир з коров'ячого молока з білою пліснявою ззовні і прожилками блакитної плісняви всередині.

## Загальні відомості
Сир Камбозола створений у 1980 році баварськими сироварами і є результатом поєднання двох сортів делікатесних сирів — Горгонзола і Камамбер. Звідси назва: «Камбозола» = «Камамбер» + «Горгонзола», яка була запатентована німецькою компанією Kaserei Champignon Hofmeister. Зовні і за смаковими якостями сир Камбозола нагадує сир Камамбер, однак, завдяки вкрапленням блакитний цвілі, смак гостріший і насиченіший.
У Німеччині Камбозола є абсолютним лідером продажу серед сирів м'якої консистенції з благородною блакитною цвіллю.
У 1998 році сир Камбозола був удостоєний вищого призу «Три зірки» французького кухаря зі світовим визнанням Поля Бокюза, володаря титулу «Кухар століття».

## Виробництво
Для виробництва сиру використовується цвіль Penicillium roqueforti, за допомогою якої готують такі сири, як Горгонцола, Рокфор і Блю Стілтон.
М'яка консистенція досягається шляхом додавання вершків.

## Характеристика
Колір світло-жовтий, з невеликими вкрапленнями зеленої плісняви, на поверхні присутня м'яка біла цвіль, що є типовим для цих сирів.
Аромат — ніжний, з вираженими нотками сирих печериць.
Консистенція — м'яка, пастоподібна.
Післясмак — тривалий, грибний.

## Вживання
Добре поєднується з пряними білими винами або з сухими витриманими червоними. Використовується при приготуванні сирної тарілки, при цьому його рекомендують викладати за годину до подачі до столу. Камбоцола добре смакує з фруктами, соусами, ідеально підходить до м'ясних і рибних страв. Часто його використовують як інгредієнт до салатів.